# William Troost-Ekong
William Troost-Ekong (Haarlem, Países Bajos, 1 de septiembre de 1993) es un futbolista profesional neerlandés, nacionalizado nigeriano, que juega de defensa en el Al-Kholood Club de la Liga Profesional Saudí y la selección de fútbol de Nigeria.

## Trayectoria
Los inicios de su carrera fueron en el equipo de categorías inferiores del SV Overbos. Desde ahí se mudó a Inglaterra y jugó para las academias de los clubes FC Bishop's Stortford, Fulham F. C. y Tottenhama Hotspur F. C. En este último fue incluido en el equipo profesional en 2011, pero no llegó a disputar partidos de la Premier League.
En 2013 regresó a los Países Bajos al F. C. Groningen. Aquí se quedó solo media temporada en la escuadra y fue cedido al F. C. Dordrecht de la segunda división durante la siguiente temporada y media. En 2015 se mudó a Bélgica al K. A. A. Gante. Una vez más, no tuvo éxito en la formación titular, por lo que fue cedido por una temporada y media al club noruego FK Haugesund. En el verano de 2017 fue transferido al Bursaspor de la Süper Lig de Turquía. Una temporada después se marchó a Italia para jugar en el Udinese Calcio.
En septiembre de 2020 volvió a Inglaterra tras ser traspasado al Watford F. C. y firmar un contrato para las siguientes cinco temporadas.
En enero de 2023 llegó a la U. S. Salernitana 1919, cedido hasta el final de la temporada, quedando el club italiano con la opción de compra. Esta no se hizo efectiva y se marchó al PAOK de Salónica F. C., equipo con el que firmó hasta junio de 2026. Sin embargo, tras solo un allí en Grecia, en agosto de 2024 fichó por el Al-Kholood Club.

## Selección nacional
Después de representar a los Países Bajos en selecciones menores sub-19 y selección sub-20, optó por representar a Nigeria y participó con la selección de fútbol sub-23 en los Juegos Olímpicos de Río de Janeiro 2016 en los que obtuvo la medalla de bronce.
En junio de 2017 hizo su debut en la selección de fútbol de Nigeria en donde ha sido 78 veces internacional convirtiendo siete goles. En junio de 2018 fue elegido para integrar el plantel de Nigeria para la Copa Mundial de la FIFA 2018 de Rusia.
En la Copa Africana de Naciones 2023 consiguió anotar tres goles, uno de ellos en la final que perdieron ante Costa de Marfil. A pesar de ello, fue elegido mejor jugador del torneo.

## Clubes
| Club                            | País           | Año       |
| ------------------------------- | -------------- | --------- |
| F. C. Groningen                 | Países Bajos   | 2013-2014 |
| F. C. Dordrecht                 | Países Bajos   | 2014-2015 |
| FK Haugesund                    | Noruega        | 2015-2016 |
| K. A. A. Gante                  | Bélgica        | 2016-2017 |
| Bursaspor                       | Turquía        | 2017-2018 |
| Udinese Calcio                  | Italia         | 2018-2020 |
| Watford F. C.                   | Inglaterra     | 2020-2023 |
| U. S. Salernitana 1919 (cedido) | Italia         | 2023      |
| PAOK de Salónica F. C.          | Grecia         | 2023-2024 |
| Al-Kholood Club                 | Arabia Saudita | 2024-     |

## Palmarés

### Títulos nacionales
| Título              | Club                   | País   | Año  |
| ------------------- | ---------------------- | ------ | ---- |
| Superliga de Grecia | PAOK de Salónica F. C. | Grecia | 2024 |

### Distinciones individuales
| Distinción                                    | Año  |
| --------------------------------------------- | ---- |
| Mejor jugador de la Copa Africana de Naciones | 2023 |